# Kraskino
Kraskino – osiedle typu miejskiego w Rosji, w Kraju Nadmorskim. W 2010 roku liczyło 3256 mieszkańców.